# Jean-Baptiste Rey
Jean-Baptiste Rey (Lauzerte, 18 de diciembre de 1734 - París, 15 de julio de 1810) fue un compositor y director de orquesta francés, maestro de música de la Junta de Luis XVI y director de la Capilla de Napoleón. Fue hermano del también músico Louis-Charles-Joseph Rey.

## Biografía
Jean-Baptiste Rey estudió música en la Abadía de Saint-Sernin, donde fue monaguillo. A la edad de diecisiete años, ganó el concurso de maestro de capilla de la Catedral de Auch. Según la Biographie universelle des musiciens de François-Joseph Fétis, quien fue su alumno, lo abandonó después de tres años.
Posteriormente, y hasta la edad de cuarenta años, Jean-Baptiste Rey fue, sucesivamente, jefe de la Orquesta de la Ópera de Toulouse, Montpellier, Marsella, Burdeos y Nantes. También según Fétis, "fue en esta ciudad donde la fama de su habilidad en la dirección de orquestas lo hizo llamar a París en 1776, para regenerar la ejecución de las obras de Gluck y Niccolò Piccinni. Así, Rey fue primer ayudante de Louis Joseph Francoeur, a quien sucedió en 1781 como primer directo de orquesta de la Ópera Nacional de París. 
En 1779 Jean-Baptiste Rey fue nombrado maestro de música de cámara de Luis XVI. Entonces el rey le concedió una pensión de 2.000 francos y le prometió una gran carrera. De 1781 a 1785, dirigió la orquesta del Concert Spirituel. 
En 1788, Rey escribió el tercer acto de la ópera Arvire et Evelina que su amigo Antonio Sacchini dejó inacabada a su muerte. 
La Revolución francesa puso en tela de juicio la posición y los beneficios de Jean-Baptiste Rey. Se demostró, sin embargo, su capacidad para adaptarse a los cambios en el régimen. En 1792 se convirtió en miembro de la Junta de Directores de la Ópera y tuvo acceso a una posición de poder en el corazón de la intriga política y artística de París. También fue designado profesor de armonía de los Conservatorios de Música de París, donde enseñó a Rameau. En 1802, fue excluido del Conservatorio como víctima de las luchas en torno a desacuerdos teóricos. 
Jean-Baptiste Rey se recuperó de nuevo: en 1804, Napoleón le nombró maestro de música de su cámara. Sin embargo, una tragedia familiar le sucedió cinco años más tarde, cuando su hija murió. Falleció de pena unos pocos meses más tarde, a la edad de sesenta y seis años. 